# Roger Moore
Roger Moore (punim imenom Sir Roger George Moore, 14. listopada 1927. – 23. svibnja 2017.) je bio engleski glumac, najpoznatiji po ulozi Jamesa Bonda kojeg je glumio u sedam filmova.
Rođen je u Londonu kao sin policajca i kućanice. Za vrijeme drugog svjetskog rata evakuiran je u Devon gdje pohađa školu, a potom univerzitet u Durhamu na sjeveru Engleske. Ubrzo nakon kraja rata pozvan je u vojsku gdje je dostigao čin kapetana, te je služeći u Royal Army Service Corps, zapovijedao manjom bazom u Zapadnoj Njemačkoj. Kratko prijeratno pohađanje Kraljevske Akademije Dramskih Umjetnosti (Royal Academy of Dramatic Art) dovode ga već 1940-ih do manjih uloga na filmu. 1950-ih radi kao fotomodel i glumac na televiziji. U to doba potpisuje ugovor s Metro-Goldwyn-Mayerom, ali uspjeh postiže televizijskim serijama Ivanhoe, (1958. – 1959.), The Alaskans (1959. – 1960.) i Maverick (1959. – 1961.). Svjetsku slavu postiže ulogom postolova Simona Templara, glavnog lika iz serijala Svetac (1961. – 1969.), jednog od najdugovječnijih na britanskoj televiziji. Nakon dvije uloge na filmovima, Crossplot (1969.) i The Man Who Haunted Himself (1970.), vraća se televiziji u vrlo uspješnom serijalu The Persuaders! (1971. – 1972.), koji ga čini i najbolje plaćenim televizijskim glumcem na svijetu.  
Iako postoje teorije da je Roger Moore uzet u obzir kao mogući James Bond još 1962., te da je bio prvi izbor Iana Fleminga za tu ulogu, prvi službeni kontakti s produkcijom serijala o britanskom tajnom agentu datiraju u 1967., dok je prvi film Živi i pusti umrijeti snimio 1973. godine. Glavna uloga u još šest filmova iz serijala; Čovjek sa zlatnim pištoljem (1974.), Špijun koji me volio (1977.), Operacija Svemir (1979.), Samo za tvoje oči (1981.), Octopussy (1983.) i Pogled na ubojstvo (1985.), snimljenih u periodu od 12 godina, donose mu izvanrednu svjetsku popularnost, ali i kritike da je lik Jamesa Bonda previše izvrgnuo parodiji. Unatoč tome smatra se zajedno s Seanom Conneryjem jednim od najboljih interpretatora te uloge. U to vrijeme također glumi i u drugim, najčešće ratnim ili avanturističkim filmovima kao Zlato (1974.), Divlje guske (1977.) i Morski vukovi (1980.). Nakon povlačenja iz serijala o Jamesu Bondu rjeđe glumi na filmu i uglavnom se posvećuje humanitarnom radu. Od 1991. bio je veleposlanik dobre volje UNICEF-a.

## Izabrana filmografija
- Crossplot (1969.)
- The Man Who Haunted Himself (1970.)
- Živi i pusti umrijeti (1973.)
- Zlato (1974.)
- Čovjek sa zlatnim pištoljem (1974.)
- Sherlock Holmes u New Yorku (1976.)
- Špijun koji me volio (1977.)
- Divlje guske (1977.)
- Operacija Svemir (1979.)
- North Sea Hijack (1980.)
- Morski vukovi (1980.)
- Samo za tvoje oči (1981.)
- Octopussy (1983.)
- Pogled na ubojstvo (1985.)

## Vanjske poveznice
- Službena stranica   Arhivirana inačica izvorne stranice od 13. lipnja 2011. (Wayback Machine)
- Roger Moore u internetskoj bazi filmova IMDb-u (engl.)
- Proslava 80. rođendana na cinemaretro.com